# Lophomachia albiradiata
Lophomachia albiradiata är en fjärilsart som beskrevs av W. Warren 1893. Lophomachia albiradiata ingår i släktet Lophomachia och familjen mätare. Inga underarter finns listade i Catalogue of Life.